# Хансен, Георг Александр
Георг Александр Хансен (нем. Georg Alexander Hansen; 1904—1944) — сотрудник германской военной разведки; полковник (c 1943).

## Биография
Георг Хансен родился в городе Зоннефельд. После школы он недолго обучался праву, затем стал офицером. В 1935 году он проходил общую подготовку в Военной академии, где попал под влияние  Людвига Бека.
После стал офицером Генерального штаба, с началом Второй мировой войны проходил службу в 12-м отделе Генштаба сухопутных войск (сухопутные армии Запада). В марте 1943 г. возглавил 1-й отдел военной разведки Абвера. Был близко знаком с главой отдела контрразведки Отто Армстером. После ликвидации Абвера 12 февраля 1944 года назначен начальником Военного управления РСХА. Участник заговора против Гитлера, в июле 1944 г. был арестован, а Военное управление ликвидировано.
10 августа 1944 г. приговорен народной судебной палатой к смертной казни. Повешен 8 сентября 1944 г. в берлинской тюрьме Плётцензее.

## Киновоплощения
- Юрий Маслак (Чёрное море, 2019)